# Château de Malortie
Le château de Malortie est un château français situé à Saint-Loup-du-Gast, dans le département de la Mayenne et la région des Pays de la Loire.

## Situation
Il est situé près du bourg, sur la rive gauche de la Mayenne, sur le lieu du Domaine.

## Histoire
Le comte Louis de Malortie-Champigny, mort en avril 1876, quitta la magistrature en 1830 pour ne pas prêter serment au gouvernement de la monarchie de Juillet et se livra aux études historiques et généalogiques. Il était aussi bibliophile et fit construire, vers 1855, sur le versant de la vallée, le château auquel il donna son nom[réf. incomplète]. 
Il y avait réuni une riche galerie de tableaux et une précieuse bibliothèque, comprenant de nombreux manuscrits et ses travaux. Tout a péri dans un incendie, dans la nuit du 22 au 23 décembre 1866[réf. incomplète]. 
Le château a été reconstruit. L'abbé Angot indique qu'à la fin du XIXe siècle, près du château, se voyaient « dans les broussailles et couverts de lierre, les murs rasés à 1 mètre du sol d'une salle carrée dont rien n'indique la destination, mais dont le ciment est d'une remarquable dureté ».[réf. incomplète].

## Chapelle
Une chapelle, indiquée par Hubert Jaillot comme fondée et qui figure aussi sur la Carte de Cassini, avait, dit-on, été élevée au XVIIe siècle en l'honneur de saint Joseph par un homme qui avait failli se noyer avec son cheval au gué de la rivière. Elle a été remplacée par une chapelle moderne lors de la construction de 1855[réf. incomplète].

### Sources et bibliographie
- « Château de Malortie », dans Alphonse-Victor Angot et Ferdinand Gaugain, Dictionnaire historique, topographique et biographique de la Mayenne, Laval, A. Goupil, 1900-1910 [détail des éditions] (BNF 34106789, présentation en ligne)